# 周文卿 (隆慶進士)
周文卿（1536年—？），字藎之，號葵東，湖廣武昌府江夏縣人，民籍，明朝官员。

## 生平
嘉靖四十年（1561年）辛酉科湖廣鄉試第八名舉人。隆慶五年（1571年）中式辛未科會試第三百六十四名，三甲第二百六十二名進士。户部觀政，授陕西韓城知縣，丁憂歸。萬曆五年（1577年）复除廣東南海县知县，十一年升户部主事，十四年历官户部山东司郎中，辽东管粮，十九年（1591年）七月升陕西副使。二十一年（1593年）二月，考察降调。

## 家族
曾祖周友淮；祖父周伯鸞；父周濟，典史。母陳氏。具庆下。